# Lancaster, Wisconsin
Lancaster är administrativ huvudort i Grant County i Wisconsin i USA. Orten har fått namn efter Lancaster, Pennsylvania. Vid 2010 års folkräkning hade Lancaster 3 868 invånare.